# Palazzo Granducale (Follonica)
Il Palazzo Granducale è un edificio situato a Follonica, nella provincia di Grosseto, in Toscana.

## Storia
Il primo nucleo dell'edificio venne costruito tra il 1817 e il 1822 come deposito di legname e fu impiegato in seguito anche come dispensa di generi alimentari. Nel 1845 la struttura venne individuata dal granduca Leopoldo II di Toscana come sua residenza nel nuovo stabilimento siderurgico che lo stesso granduca stava implementando, segnando la nascita della città di Follonica.
Ristrutturato e sopraelevato, il nuovo palazzo ha ospitato la famiglia granducale nelle stanze e salotti del piano terreno e secondo piano, mentre al terzo piano abitavano la servitù e vi aveva posto l'ufficio dell'ispettore forestale.
Quando nel 1851 la società cointeressata Banca Bastogi subentrò nella gestione degli impianti, il palazzo rimase proprietà delle Regie possessioni statali e la direzione dello stabilimento venne trasferita nella vicina palazzina già degli impiegati, situata di fianco al cancello magonale. Il palazzo divenne la sede delle Guardie forestali, che svolgevano compiti di sorveglianza dei boschi di proprietà demaniale per la produzione di carbone.
Il palazzo è sede dell'Ufficio territoriale per la biodiversità dell'Arma dei Carabinieri.